# Гавана (Арканзас)
Гавана (англ. Havana) — місто (англ. city) в США, в окрузі Єлл штату Арканзас. Населення — 239 осіб (2020).

## Географія
Гавана розташована на висоті 116 метрів над рівнем моря за координатами 35°6′36″ пн. ш. 93°31′34″ зх. д. / 35.11000° пн. ш. 93.52611° зх. д. (35.110056, -93.526128).  За даними Бюро перепису населення США в 2010 році місто мало площу 1,43 км², уся площа — суходіл. В 2017 році площа становила 1,54 км², уся площа — суходіл.

## Демографія
Згідно з переписом 2010 року, у місті мешкало 375 осіб у 131 домогосподарстві у складі 102 родин. Густота населення становила 263 особи/км².  Було 163 помешкання (114/км²). 
Расовий склад населення:
| - 82,9 % — білих - 2,7 % — азіатів - 0,8 % — корінних американців - 0,5 % — чорних або афроамериканців - 12,3 % — осіб інших рас |

До двох чи більше рас належало 0,8 %. Іспаномовні складали 22,1 % від усіх жителів.
За віковим діапазоном населення розподілялося таким чином: 26,1 % — особи молодші 18 років, 58,7 % — особи у віці 18—64 років, 15,2 % — особи у віці 65 років та старші. Медіана віку мешканця становила 35,6 року. На 100 осіб жіночої статі у місті припадало 97,4 чоловіків;  на 100 жінок у віці від 18 років та старших — 91,0 чоловіків також старших 18 років.
Середній дохід на одне домашнє господарство  становив 48 747 доларів США (медіана — 41 875), а середній дохід на одну сім'ю — 58 012 долари (медіана — 51 607). За межею бідності перебувало 17,2 % осіб, у тому числі 23,8 % дітей у віці до 18 років та 16,2 % осіб у віці 65 років та старших.
Цивільне працевлаштоване населення становило 138 осіб. Основні галузі зайнятості: виробництво — 25,4 %, роздрібна торгівля — 15,2 %, будівництво — 14,5 %.
За даними перепису населення 2000 року в Гавані мешкало 392 особи, 101 сім'я, налічувалося 141 домашнє господарство і 160 житлових будинків. Середня густота населення становила близько 327 осіб на один квадратний кілометр. Расовий склад Гавани за даними перепису розподілився таким чином: 83,93% білих, 0,77% — корінних американців, 1,79% — азіатів, 2,30% — представників змішаних рас, 11,22% — інших народів. Іспаномовні склали 17,86% від усіх жителів міста.
З 141 домашніх господарств в 38,3% — виховували дітей у віці до 18 років, 55,3% представляли собою подружні пари, які спільно проживали, в 13,5% сімей жінки проживали без чоловіків, 27,7% не мали сімей. 22,7% від загального числа сімей на момент перепису жили самостійно, при цьому 10,6% склали самотні літні люди у віці 65 років та старше. Середній розмір домашнього господарства склав 2,78 особи, а середній розмір родини — 3,25 особи.
Населення міста за віковим діапазоном за даними перепису 2000 року розподілилося таким чином: 29,1% — жителі молодше 18 років, 12,2% — між 18 і 24 роками, 29,8% — від 25 до 44 років, 14,5% — від 45 до 64 років і 14,3% — у віці 65 років та старше. Середній вік мешканця склав 32 роки. На кожні 100 жінок в Гавані припадало 107,4 чоловіків, у віці від 18 років та старше — 100,0 чоловіків також старше 18 років.
Середній дохід на одне домашнє господарство в місті склав 30 625 доларів США, а середній дохід на одну сім'ю — 27 500 доларів. При цьому чоловіки мали середній дохід в 18 558 доларів США на рік проти 17 222 долара середньорічного доходу у жінок. Дохід на душу населення в місті склав 10 963 долари на рік. 20,2% від усього числа сімей в окрузі і 24,2% від усієї чисельності населення перебувало на момент перепису населення за межею бідності, при цьому 39,1% з них були молодші 18 років і 20,3% — у віці 65 років та старше.